# Dolerus eversmanni
Dolerus eversmanni är en stekelart som beskrevs av William Forsell Kirby 1882. Dolerus eversmanni ingår i släktet Dolerus, och familjen bladsteklar. Arten är reproducerande i Sverige.